# ロックマンロックマン
『ロックマンロックマン』（ROCKMAN ROCKMAN / 英：MEGA MAN POWERED UP）は、カプコンから2006年3月2日に発売されたPlayStation Portable専用のアクションゲーム。略称は『ロクロク』など。
2008年10月30日にはBest Price!版、2009年9月17日には『イレギュラーハンターX』とセットとなった『イレギュラーハンターX / ロックマンロックマン バリューパック』が発売され、2009年12月16日よりPlayStation Storeでの配信も開始された。

## 概要
ファミコン版『ロックマン』（以下「原作」）のリメイク作品だが、原作の6体のボスに加えて、タイムマンとオイルマンの2体の新しいボスキャラクターとそれに伴うステージの追加、弱点の相関関係や各ステージの構成の変更、豊富なオリジナル要素の追加など、単なるリメイクに留まらない内容になっている。ロックマンをはじめ登場キャラクターのデザインは二頭身に改められ、グラフィックもポップになっている。また、ステージ上の敵キャラクターには『ロックマン2 Dr.ワイリーの謎』以降のものなども一部登場している。
オリジナル要素としては
- 8体のボスを含む11体（14種）のキャラクターの使用可能化
- 最後に使用したプレイヤーキャラクターがロックマン以外の場合、そのキャラクターがタイトル画面のタイトルコールを喋り、タイトルも変わる（例：最後に使用したのがアイスマンならロックマンアイスマン）
- 1ステージごとに難易度を選択し調整できるシステム
- 特別ルールに則ったステージ群「チャレンジ」モード
- 無線LAN機能を利用して自作ステージをやりとりすることができる「コンストラクション」モード（現在はネットサービスが終了されている）

など多岐に渡り、様々な面でボリュームアップをしている（それぞれの詳細は#オリジナル要素の項を参照）。
ステージは、オープニングステージと、8つの選択ステージと、その後の4つのステージの、計13ステージで構成される。OLD STYLEでは原作と同様、6つの選択ステージと、その後の4つのステージの、計10ステージで構成される。

## ストーリー
（ロックマン使用時のストーリー。他のキャラクターを使うと細部に違いが出てくる）
20XX年―人類が新たなる友達を手に入れた未来。
ロボット工学の第一人者トーマス・ライト博士の尽力により、人間とロボットは仲良く共存していた。そして「人間の役に立つロボット」の登場により、人々の暮らしはより豊かになっていった。家庭用お手伝いロボット「ロック」がライト博士によって造られたのも、そんな時である。
しばらくしてより高性能なロボットが活動するようになったある日、突然、ロールと合流したロックはDr.ワイリーの世界征服を宣言を聞いた。
Dr.ワイリーは手始めに世界征服の野望の尖兵とするため、ライト博士のロボットをいただくと予告し、画面から突然ロックとロールの目の前に現れたがワイリーに見向きもされずライト博士の研究所に向かってしまう。
2人は急いで研究所に駆けつけるが時すでに遅く、Dr.ワイリーはライト博士のロボットたちをさらっていってしまった。
肩を落とすライト博士に、ロックは、自らの戦闘用ロボットへの改造を志願する。ライト博士は躊躇したが、ロックのその強い意志を汲み取り、ロックを戦闘用ロボット「ロックマン」へと改造する。
こうしてロックマンは、Dr.ワイリーの野望を阻止するため、戦いに向かった。

## 登場キャラクター

### メインキャラクター
ロックマン（Rockman）
声 - 小林由美子
元々はライト博士に作り出された男の子型の家庭用お手伝いロボットであった。Dr.ワイリーに連れ去られたロボットたちを救うべく、戦闘用ロボットとしてライト博士に改造してもらうことで生まれ変わった姿。元来戦いを好まない優しい性格であり、戦う前は被害を最小限に抑えるために相手を説得することが多い。しかしながら、巨悪に立ち向かい、正義のために戦うロボットである自分に対して僅かながらプライドも持っており、そのために根拠無く「悪」呼ばわりされると複雑な感情を抱いてしまう。精神的にはまだまだ発展途上段階であるが、今後の成長が期待される。
装備武器は「ロックバスター」。小型のエネルギー弾を発射する。威力は低めだが3発までの連射が可能。さらに、他のライト博士のロボットが所有する特殊武器も扱うことができる。
ロックマンS（Rockman S）
特定の条件を満たすことで出現する、ロックマンの別形態。通常のロックマンの性能に加えて「スライディング」が使用可能となっている。攻略進行度は通常のロックマンと並行する。
追加アクションの「スライディング」は、体勢が低くなることを利用し狭い隙間に入れたり、敵の攻撃をかわしたりできる。体を低くするモーションが付随したことで滑り出しが遅くなり、滑るスピードが歩きと大差ないなど、過去の作品と比べて使いづらくなっている。
ロックマンC（Rockman C）
特定の条件を満たすことで出現する、ロックマンの別形態。通常のロックマンの性能に加えて「スライディング」と「チャージショット」が使用可能となっている通常のロックマンの最強形態。攻略進行度は通常のロックマンと並行する。追加武器の「チャージショット」は、ショットボタンを押し続けることでさらに強力なショットを撃つ攻撃で、ザコ敵は通常のバスターでは倒せないものを含め、全て一撃で倒すことができる。チャージは2段階あるが、1段目の時点で攻撃力の増加と敵の防御を弾き飛ばす、または無視する効果が追加される。また、2段目は地形を貫通する。他、大抵のボスキャラクターの行動をキャンセルさせることもできるが、本来の弱点よりもダメージは低い。
ロック（Rock）
ロックマンの、家庭用ロボットとしての本来の姿。ゆえにロックバスターや特殊武器などの戦闘能力は発揮できない。設定上ではロックマンと同一であるが、システム上は独立した使用キャラクターとなっており、攻略進行度はロックマンとは並行しない。ボスキャラクターとの会話はロックマンのものと同じだが、コピーロボットのみ台詞が変わる。
装備武器の「ロックキック」は、目の前の敵を蹴りつける。威力は高いが、リーチが全キャラクターの武器の中で最短となっている。ただ、見た目よりは攻撃範囲が広めであり、前だけでなく下や後ろにも判定がある。

ロール（Roll）
声 - 二宮圭美
ライト博士によって作り出された女の子型の家庭用お手伝いロボット。仲間思いの優しい性格であり、戦いに巻き込まれるロボットたちの身を案じている。使用キャラクターとなると多少気が強くなり、敵味方区別せずはつらつとした態度で相手をする。特にライト製のロボットに対しては、姉としての厳しさも併せ持って接する（その気の強さはガッツマンすらたじろぐほど）。戦うことについて、ロックマンと比べるとある程度割り切っている様子である。
今までの公式設定通りにロックの妹的存在とされているのだが、コピーロボットにロックに気があるのではと茶化される場面がある。また、彼女がプレイヤーキャラクター時のストーリーのみ、誰とも合流しない設定となっている。
装備武器の「ロールスウィング」は、手に持っている道具で上からはたくように攻撃。地上ではさらに振り上げる攻撃に繋げることができるが、前への攻撃判定の発生が若干遅い。ロックキックと同等の威力があり、戦闘用の武器ではないにもかかわらず、製作者であるライト博士もその威力に驚いている。スウィングする道具はコスチュームによって変化するが、攻撃力やリーチといった性能は変化しない。
ロールをゲーム中で使用するには、専用WebページであるRRWEBにアクセスし、ロールちゃんのキャラクターデータをダウンロードする必要がある。また、同ページで配信されているコスチュームのデータをダウンロードすることでゲーム中のロールの服装を変えられる。なおこれらのコスチュームは、ロックマンとロックのように別キャラクターの扱いにはならず、進行度は一律で並行する。しかしRRWEBのサービス終了につき、正規の方法で入手することは不可能になった。
以下にコスチュームの一覧を記す（カッコ内の右側には配信開始年月で左側にはコスチュームの日本国外名）。
ロール（デフォルト）
『ロックマン7 宿命の対決!』までの赤いワンピースを身につけたロール。スウィングする道具は箒。
またコピーロボットは固定でこのコスチュームとなる。
ロックマン8ロール（Mega Man 8 Roll）（2006年3月）
『ロックマン8 メタルヒーローズ』以降の服を身につけたロール。スウィングする道具は通常と同じく箒。
スポーツロール（Sports Roll）（2006年4月）
白の体操着とスパッツを身につけたロール。スウィングする道具は運動会などで用いる旗。
ナイトロール（Knight Roll）（2006年5月）
西洋の甲冑で身を固めたロール。スウィングする道具はランス。
雨の日ロール（Rainy Day Roll）（2006年6月）
雨がっぱを身につけたロール。スウィングする道具は雨傘。
麦わらロール（Straw Roll）（2006年7月）
薄緑のワンピースと麦わら帽子を身につけたロール。スウィングする道具は虫取り網。
バカンスロール（Vacation Roll）（2006年8月）
ビキニの水着にホットパンツ、サングラスを身につけたロール。スウィングする道具はパラソル。
お月見ロール（Summer Roll）（2006年9月）
ウサギのような白い毛皮の服を身につけたロール。スウィングする道具は杵。
ハロウィンロール（Halloween Roll）（2006年10月）　
紫色基調の魔女風の服を身につけたロール。スウィングする道具は庭箒。
のらねこロール（Alley Cat Roll）（2006年11月）　
猫耳のついた服を身につけたロール。スウィングする道具はサンマ。
サンタロール（Roll Claus）（2006年12月）
赤いサンタ帽とサンタ服を身につけたロール。スウィングする道具はステッキ。
くのいちロール（Ninja Roll）（2007年1月）
くノ一の装束を身につけたロール。スウィングする道具は刀。
バレンタインロール（Valentine Roll）（2007年2月）
チョコレート色のコートを身につけたロール。スウィングする道具は赤いリボンをかけたハート型のチョコレート。

ブルース（Blues）
声 - 佐々木大輔（現：景浦大輔）
ライト博士が最初に造った人型ロボット。ロックマンを初めとする他のロボットたちの原点ともいえる存在。本作ではライト博士の手を離れたさすらいのロボットとして登場し、悪事を働くワイリーを退治するために戦いに赴く。ライト博士を憎んでいるような発言をし、（ブルース選択時の）ストーリーの冒頭で、ワイリーが彼のことを前から知っているような台詞を言う。使用キャラクターとしての特徴として、他のキャラクターより防御力が低いが、ジャンプ力や移動スピードが圧倒的に高い。
装備武器の「ブルースストライク」は、ロックマンのチャージショット級の大きさと威力を誇る弾を、チャージなどのリスクもなく発射することができる。また、敵の防御を弾き飛ばすことなども可能であり、本来は倒せない敵も倒せるが、ロックマンのチャージショットとは違って地形は貫通しない。さらに敵の攻撃を防ぐ盾「ブルースシールド」を装備している。
デフォルトではプレイヤーとして使用できず、使うにはチャレンジモードを全てクリアするか、ロール同様にRRWEBにアクセスし、キャラクターデータをダウンロードする必要がある（現在は後者による入手は不可）。なお、他のキャラクター使用時のストーリー上には一切登場しない。

Dr.ライト（Dr. Right）
声 - 麻生智久
フルネームはトーマス・ライト。ロボット工学の第一人者にして、ロボットの父と呼ばれる人物。ローバート工科大学院電子工学科卒業。人類の発展と平和を願っており、そのために日夜尽力している。争いを望まない性格であるが、悪事を働くワイリーを見逃せない正義感も持ち合わせており、苦しくも自らのロボットたちにワイリー退治の使命を託す。

Dr.ワイリー（Dr. Wily）
声 - 青野武
フルネームはアルバート・W・ワイリー。ロボット工学者としてはライト博士に勝るとも劣らない実力を持つ悪の天才科学者。ローバート工科大学電子工学科卒業。かつてはライト博士の学友だったが、過激なロボット理論を展開したために学会を追放されたことから、自分の思想を理解できない者たちを敵視し、世界征服をたくらむ。その第一歩として、無二のライバルであるライト博士のロボットたちを盗み出した。

### 主なボスキャラクター
本作では条件を満たすとプレイヤーキャラクターとして使用することができる。詳細はオリジナル要素の項を参照。キャラクター毎に特殊武器への耐性と弱点が設定されており、共通して自分自身の特殊武器には耐性がある（それ以外では原則弱点と耐性はハイパーボムとスーパーアームを除いて弱点先との相互換となっている）。
原則、ボス戦での通常ダメージは3で弱点はより多くダメージを与えられるが、耐性を持っている攻撃に対しては1メモリしかダメージを与えられない。これはプレイヤーキャラクターとして使用した際も同様である。

#### 『ロックマン』に登場したボスキャラクター
カットマン（Cutman）
声 - 高木礼子
森林開発用ロボット。特殊金属であるセラミカルチタン製のカッターを頭部に装備している。一人称は「オイラ」（作中で一度だけ「ボク」と言う場面がある）。語尾に「〜ッス」とつけて喋り、驚いた時には「ホヘ？」と言う癖がある。
ロールを「ねえさん」、ガッツマンを「ダンナ」、その他ロックマン含むライト博士のロボットたちを「アニキ」と呼ぶが、アイスマンだけには「舎弟」と呼んで彼に対して強気な姿勢を取っている。正義感が強く、たとえ相手がかつての仲間であろうとも、敵であれば真っ二つにしてでも止めようとする。
何事も信じてしまいやすく、周りに流されやすいため、仲間などからは「頭のキレは悪い」と言われる（そのキレの悪さはロックマン？をただ1人本物と完全に信じ込んでしまうほど）。
大技は、床、壁に沿う巨大なローリングカッターを投げつける。難易度・きつきつ時はスピードが速くなり、1回の発動につき2回投げつける。
ガッツマン（Gutsman）
声 - 乃村健次
土地開発作業用ロボット。ボンバーマンと共に土地開拓などをこなしている。一人称は「ワシ」。
仕事仲間を優しく、そして厳しく見守る親方。彼にとって、戦場は「現場」、戦闘は「作業」であり、現場で油を売っている輩、作業の邪魔をするような輩は絶対に許さない。そして時にイエローデビルのガタイの良さに関心を見せ、自分のコピーロボットを仕事現場にスカウトしようとするなど、その行動はいつも仕事のことを考えている。ボディは特殊合金でできているために頑丈である。ライト博士を「おやっさん」と呼んでいる。
まともな感覚の持ち主のようで、我が強すぎるとも言えるファイヤーマンやエレキマンに突っ込みを入れることも。
ジャンプのみで移動し、難易度・そこそこ以上では着地のたびに地響きを起こし、相手を転ばせて無防備にする。その状態で攻撃を受けると通常よりもダメージが高くなる。
ガッツマン（つまり同キャラ戦）は地響きの影響を受けない。
大技は、地面に潜り間を置いた後、相手の足元から巨石と共に飛び出すというもの。きつきつ時では、1回の発動につき同じ攻撃を3度繰り返す。
原作ではシリーズ中何度も改造体が出ているのに対し、本作の彼のストーリー上では、ワイリーやロックマン?に「使えない」と評価されている。
アイスマン（Iceman）
声 - 神田朱未
南極大陸探査用ロボット。探査終了後は冷凍倉庫内の荷物運搬などにも尽力していた。一人称は「わたくし」。
時間に関する決まりごとはキッチリ守るのがモットーなど、礼儀正しい男の子であり、語尾に「〜であります」とつけて喋り、ライト博士を「博士様」と呼んでいる。ファイヤーマンに萌えられたりエレキマンから「キュートな氷の妖精」と言われたりするなど、可愛らしい外見をしているが、内に秘めたる意志は強く時には冷静な一面も。また、『バトル&チェイス』ではロールに好意を持っている描写があったが、本作ではむしろ彼女のことを恐れている（ロール本人はアイスマンをいい子と評している）。
難易度・きつきつでは体力が減るとアイススラッシャーのスピードがアップする。
大技は、長い氷柱を落とす攻撃。床に刺さるとしばらく残り、相手の動きや攻撃を制限する壁となる。難易度・きつきつ時では、同時に落ちる氷柱の数が3、4本に増える。
ボンバーマン（Bomberman）
声 - うすいたかやす
ステージ設定画面では「BOMB MAN（ボムマン）」と表記されている。
岩盤及び建築物破壊用ロボット。一人称は「おらっち」。
ガッツマンと同様開拓作業などで活躍している。ケンカと花火に生きる、絵に描いたようなチャキチャキの江戸っ子で、イナセな兄ちゃんと色っぺえ姉ちゃんが好き。爆弾の取り扱いに極めて長けており、自分の技術に誇りを持っている。
難易度・らくらくでは、ハイパーボムをプレイヤーの少し前に1個、そこそこではプレイヤーの目の前に1個、きつきつではプレイヤーの両側に落ちるように2個投げてくる。
大技は、巨大なハイパーボム。地面をバウンドしながら迫ってくるパターンと、プレイヤーをめがけて飛んでくるパターンがある。なお、発動直前にダメージを与えると無敵状態にならないことがあるというバグが存在する。
ファイヤーマン（Fireman）
声 - 泉尚摯（現：いずみ尚）
廃棄物処理用ロボット。一人称は「オレ」。
頭の炎が激しく燃えている。見た目どおり熱い性格で、良くも悪くもヒーロー道一直線であり、正義の炎で悪を焼き尽くし、どんなに不利な状況に陥っても「熱い展開」または「これを乗り越えてこそ真のヒーロー」と解釈して乗り切ろうとする。その我の強すぎる性格は自分のコピーロボットからも呆れられてしまうほど。
また、可愛い子（性別不問）には萌える性癖があり、ロールやアイスマンのこととなると目の色が変わる（そのため、ロボットの中では強気なロールを唯一恐れさせた）。
難易度・きつきつでは攻撃時にジャンプを混ぜることがある。
大技は、地を這って進む火柱を放つ攻撃。難易度・きつきつ時では、火柱が壁まで届くと1回だけ逆方向に折り返すようになる。
エレキマン（Elecman）
声 - 小林康介
原子力エネルギーの電圧制御作業をしているロボット。一人称は「私」。
危険な仕事内容に見合った鋭い判断力と素早い動きを兼ね備えている。芸術肌で気取り屋。あらゆるものに美を求め、醜さは罪だと思っている節があり、ボンバーマンやオイルマンの見た目をバカにしたような発言もしている。その天才的な感性は「カチンコチン」や「ファイヤー」を素敵な表現だと思ったり、敵の断末魔を素敵だと感じたりと、世間一般のそれとはかなりズレている所がある。
大技は、プレイヤーの頭上へ雷を落とす「サンダーボルト」を放つ。難易度・きつきつ時では、1回の発動につき3発落とす。

#### 本作オリジナルのボスキャラクター
NEW STYLEのみ登場。なお、8体のボスの中で唯一DRNの設定に関する正式な情報は存在しない。
タイムマン（Timeman）
声 - 成田紗矢香
新たに追加されたキャラクターの1体。ライト博士が時間旅行を実現させるために作った実験用ロボット。一人称は「ボク」。
研究途中で完成体でないため不完全とも言える自分の存在にコンプレックスを抱いている（コピーロボットからはデキがいいと言われている）。余計に完全完璧にこだわってやや高圧的な態度をとり、優秀と名高いエレキマンに嫉妬しているような節も見せる。ムダなことが許せず、時間がもったいないという理由で口数も少ない。遅刻にはやたらうるさい割に、時間に真面目なアイスマンのことが「それはそれで」気に食わないという子供っぽい一面がある。また、ファイヤーマンの冷酷な発言にムキになる短気な面も見せる。
大技は「タイムスロー」だが、タイムマンのみ、大技を難易度と残りエネルギー関係なく常時使用してくる。さらに難易度・きつきつ時では、タイムスローが発動中かつ、タイムマンが攻撃、またはジャンプしていない時に攻撃を仕掛けるとローリングで回避しつつ、針型ショットでの反撃も行う。
彼の正式記号はDRNの設定に関する正式な情報は存在しないが、アメコミでは「DLN（DRN）.00A」と表記されている。
オイルマン（Oilman）
声 - 私市淳
新たに追加されたキャラクターの1体。最新型高性能メンテナンス用ロボット。一人称は「オレっち」で、口癖は「ヨゥ」。
どんな機械にも対応できるオイルを体内で作り出し、腕から発射することができる。独特過ぎる喋り方と陽気な性格でどんな局面も乗り切ってしまう男。いつもヘラヘラしていたりあまり面白く無いシャレをかましたりするので、彼のことを理解してくれる人物は少ない。そんな彼だが、ボンバーマンとはバカなことをして遊ぶ仲で彼を「兄弟」と呼び、ガッツマンを「おっさん」と呼んでいる。またおしゃれでマフラーを付けていてブルースのマフラーも褒めていた。マシンガントークで相手を笑わせるのが大好きで、ジョークがスベるのが大嫌い。ロックマン？の勧誘を受けた時、言葉遊びのようなセリフと共に彼を偽者と見抜くなど、鋭い一面も見せる。
大技は、無敵状態になってのオイルスライダーでの突撃。難易度・きつきつ時では、1回の発動につき画面を1往復する他、発動時のアクションが二通りになる。なお、完全な無敵状態ではなく、床に落ちたオイルを燃やせばダメージを与えられる（難易度・そこそこならダウンさせられる）。
日本国外版における彼の体色はコピーロボットと同じものに変更されている。日本版では黒い体にピンクの唇であるのに対し、日本国外版では紺色の体に黄色の唇になっている。
彼の正式記号はDRNの設定に関する正式な情報は存在しないが、アメコミでは「DLN（DRN）.00B」と表記されている。
また、過去に北米でのみで発売されたDOS版の『Mega Man III』に同名のボスキャラクターが登場しているが、別個の存在。

### その他のボスキャラクター
プロトアイ（Proto Eye）
オープニングステージのボス。NEW STYLEのみ登場。ライト博士のロボットを奪ったDr.ワイリーが、追ってくるロックマンたちの足止めに呼び出したロボット。鉄板を貼り合わせたようなそのボディの大きさはビッグアイの2倍以上はある。また、眼の部分からはエネルギー弾を放つことができる。しかし一つ一つの動作が緩慢で、眼以外の部位でもダメージを受けてしまうため、戦闘力はビッグアイよりも劣る。
ロックマン?（Rockman ?）
声 - 小林由美子
ロックマンの姿を模した偽者。NEW STYLEのみ登場。ボスキャラクターをプレイヤーとして使用時に、本来そのボスキャラクターがいるステージのボスとして登場。やってきたボスキャラクターをワイリー軍にスカウトしようとする。
その外見はオリジナルとほとんど同じだが、一人称が「俺」になっており、口調・顔つきが悪く、首には紫色のマフラーを巻いている。またヘルメットのデザインも多少異なる。他、ロックバスターの色が黄から緑になっており、チャージショットや爆散エフェクトの色も青から緑になっている。
難易度・そこそこ以上ではスライディングとチャージショット（大技）を使用。難易度・きつきつになると動きながらチャージするようになる。特殊武器こそ使用しないものの、本物にも劣らない性能を発揮する。
イエローデビル（Yellow Devil）
声 - 乃村健次
ワイリーキャッスル1のボス。形状記憶パーツを用いて作成された戦闘用ロボット。その特性を利用し、本体を計15個のブロック状パーツに変換して自由に分裂、合体させることができる。合体時は移動こそできないが、手を伸ばすことで広範囲に打撃を放つことができる。核となる眼は強力なレーザー砲であるが、同時に唯一の弱点でもある。
難易度・らくらくでは分裂せず、その場で攻撃を繰り返す。難易度・きつきつでは二通りのレーザー攻撃を行う。
一応喋ることはできるが、「ぶも」としか言葉を発せられず、その意味はアイスマンにしか理解ができない。また、カットマン・オイルマンは同じ言葉で返答しているが、本当に理解していたかは不明。
CWU-01P
声 - 私市淳
ワイリーキャッスル2のボス。領域内の異物を排除するようプログラムされたロボット。元々は海水の水質調査用に開発された。
原作の泡状のバリアに身を包んでの体当たり以外にも、本作では周囲を薙ぎ払うように撃つレーザーを装備。原作と異なり1体のみで、バリアを破壊され、本体がダメージを負うごとに、5段階まで移動と攻撃のスピードが速くなる（難易度・らくらくではレーザーが単発の弾となり、スピードも上昇しない）。また、プレイヤーは中央の排水口へ流れ込む水流の影響を受ける。
プログラムを忠実にこなすだけで自己判断ができず、侵入者とあらば無差別に撃退するために融通が利かない。また、喋る口調は機械的（表記もカタカナ）。しかしながら感情は持っており、時には相手の言葉に怒る一面を見せる。
コピーロボット（Copy Robot）
声 - 使用しているプレイヤーキャラクターの担当声優に準拠
ワイリーキャッスル3のボス。3次元コピーシステムによって生み出される偽者。ロックマンに限らず、対象となったロボットは誰でもコピーすることができ、外見・性能はほぼ忠実（色がやや青みがかっている）。ただし性格は本物と異なっている。また、記憶も継承しているらしく、オリジナルの行動の皮肉を言ったり、秘めた本音をのぞかせてからかう場面が見られる。
自分がコピーであることを自覚し、相手を「オリジナル」と呼んだり、コピーした相手によっては自分の姿に悪態をついたりする。また、ボディはDr.ワイリーに頼めばいくらでも取り替えてもらえるらしい点など、相手をコピーする前のコピーロボット自体が独立した1体のロボットであるような描写が随所に存在する。
ロックマンのコピーロボットは原作と異なり特殊武器を任意で変更し、その武器を所持していたボスの弱点がそのまま弱点になる。難易度・きつきつでは特殊武器を一切使わず、チャージショットのみを使用する。
ブルースの場合は跳ねながら壁端まで移動し、ブルースストライクを乱射し（ジャンプして撃つ時がある）、そして跳ねながらの繰り返しをする。
ロックとロールの場合は動き回りながら攻撃を仕掛ける。きつきつ時にはジャンプで跳ねながら攻撃を仕掛けることも。
ボスキャラクターのコピーロボットは同ステージのボスラッシュ登場時と同一。
ワイリーマシーン1号（Wily Machine 1）
最終ステージであるワイリーキャッスル4のボス。正式名称「究極戦闘メカ『ワイリーマシーン1号』」。ワイリーキャッスルの奥底まで攻め込んだプレイヤーとの決戦兵器としてDr.ワイリーが製作した戦闘メカ。原作では自分のところまで攻め込んでくることを想定しておらず、急遽制作した急造兵器だったが、今作ではあらかじめ制作されている。
第一形態はドクロを象った戦車型で、それを撃破すると残骸を急遽修復し、原作のワイリーマシン1号に近い飛行船型の第二形態となる。
難易度・らくらくでは原作の第一形態と同じ通常弾の発射のみで、撃破するとワイリーが逃走し、そのままステージクリアとなる。
難易度・そこそこ以上では、通常弾を使わず、ライト博士のロボットたちの特殊武器を利用した攻撃をする（難易度・きつきつでは一部使用しない）。第二形態ではそれに加えて、画面端までの突進をしてくる。特殊武器は一通り攻撃をするか弱点武器（使用武器を所持していたボスの弱点）での攻撃を受けるたびに特殊武器を切り替えるが、どの武器に変えるかはランダムである。しかし、何に切り替えたかはワイリーマシーン1号に接続したUFOの蓋の部分の色で判別可能。突進は直前まで使用していた特殊武器を所持していたボスの弱点武器を当てることでキャンセルさせることができる。なお、ロックマン・ロックマンS・ロックマンC以外を使用している時は突進の代わりに原作と同じ回転するエネルギー弾を使用する。

## 特殊武器
特殊武器はロックマン使用時に特定のボスを倒すと入手できる。NEW STYLEとOLD STYLEとでは一部の武器の消費エネルギーが異なっている。地上で使うと隙ができる武器は空中で使うと隙がなくなる。なお、OLD STYLEのボスアタックはNEW STYLEと消費エネルギーが同じになっている。また、弱点先の敵の攻撃を無力化・カウンターをすることが可能な場合がある。
ローリングカッター - カットマンを撃破 - 消費エネルギー（NEW-2 / OLD-1）
はさみの形をしたブーメラン状の武器。一定距離を飛んだらプレイヤーの元に戻ってくる。地形を貫通する。戻ってくるはさみは盾などを貫通する仕様になっている。
ハイパーボムに当たった場合、爆弾を真っ二つにして爆発を起こさず完全に無力化する（プレイヤー操作時のものも含み、敵カットマンも無力化してくる）。
また、敵ボンバーマンの大技である巨大ハイパーボムにも有効で投げる前に当てれば即大爆発を起こさせて無力化が可能（ダメージ判定は消せないが密着で爆破しない限り被弾しない）。
スーパーアーム - ガッツマンを撃破 - 消費エネルギー（NEW-4 / OLD-3）
ガッツブロックを持ち上げられる武器。持ち上げたガッツブロックは前方に投げることができる。
投げたガッツブロックは何かに当たると分裂し、地形を貫通しながら飛んでいく。分裂した破片はそれぞれ別々の攻撃判定を持つ。
この特殊武器はガッツブロックがないと使えない関係上、ロックマンの場合は使い所が非常に限られていて使いづらい。
代わりに破片の威力は高く、並の耐久力の敵なら1発で撃破できる上、着弾点によっては敵の盾のガード判定をすり抜けて当てることができる。
また、敵カットマンの大技である巨大カッターにぶつけると弾き返して逆にカットマンにダメージを与えられる（通常のコンストラクションステージでは不可）。
NEW STYLEでは特殊武器元であるガッツマン以外の8体のボスは誰もこの武器に耐性を持っていない。
アイススラッシャー - アイスマンを撃破 - 消費エネルギー（NEW-2 / OLD-1）
冷気を発射する武器。当たった敵は凍りつき一定時間動きが止まる。噴射している炎に当てると同様に凍りつき、足場にできる。NEW STYLEではザコ敵にもダメージを与えられる。
敵ファイヤーマンが大技で放つ火柱を凍らせて無力化することができる。地形を貫通し、アイスマンの落とした氷柱も貫通できる。
ハイパーボム - ボンバーマンを撃破 - 消費エネルギー（NEW-2 / OLD-2）
爆弾を投げる武器。爆弾自体と、一定時間後に爆発する際の爆風に攻撃力がある（OLD STYLEでは爆風にしか攻撃力がない）。
また、爆風には敵の防具を弾いてガード判定を失くしたり、防御体制のメットールをひっくり返して完全に無防備にさせる防御弾き効果に加え、アイスマンが落とした氷柱を粉砕することができる。
NEW STYLEでは弱点と関係がないタイムマンがこの武器に耐性を持っており、この特殊武器だけ通常ボスで耐性持ちが2人いる。
ファイヤーストーム - ファイヤーマンを撃破 - 消費エネルギー（NEW-3 / OLD-1）
前方に1発の炎を発射するのと同時に、周囲に1発の炎を回転させる武器。
地面に撒かれたオイルを燃やして転倒を防いだり、敵オイルマンの大技のオイルスライダーの無敵を無視してダメージを与えることができるが、燃えている間はロックマンだとダメージを受ける。
サンダービーム - エレキマンを撃破 - 消費エネルギー（NEW-3 / OLD-1）
高圧電流ビームを上・前・下の3方向に同時発射する武器。OLD STYLEのみ地形を貫通し、ガッツブロックを破壊可能。
タイムスロー - タイムマンを撃破 - 消費エネルギー（NEW-14）
一定時間周囲の時間の経過を遅くすることができる武器。攻撃用というより道中に配置されてある仕掛けの難易度を緩和させたり、ボスの攻撃を避けやすくするための武器である。
全武器中、最も燃費が悪いのも特徴で、補充無しだとたったの2回しか使えない。
弱点先であるガッツマンのみダメージを与えられるが、燃費の悪さのせいで、ロックマンはタイムスローだけでガッツマンを倒すことが不可能。
オイルスライダー - オイルマンを撃破 - 消費エネルギー（NEW-1）
ドロップオイルを発射する武器。ドロップオイル自体の攻撃力は低いが、床に落ちたドロップオイルに乗ることでオイルスライダーとなり、前方に進む。
ただし攻撃力はオイルそのものにしかなく、無敵時間もないため、スライダーに乗って体当たりした場合、敵を破壊できないとダメージを受けてしまうが、↑＋ジャンプでスライダーから降りれるため、上手くやればダメージを回避できる。
また、スライダーからのジャンプを利用すれば遠くの足場や高い足場に移ることも可能。オイルは水に浮く特性があり、スライダーで水上を移動することも可能である。スライダー状態のオイルには敵の防御を弾く効果がある。
マグネットビーム - 特定のステージにてアイテムを入手　消費エネルギー（OLD-2）
OLD STYLEでのみ登場。足場として乗ることができるビームを発射する。ボタン押し続けることで足場が長くなる。攻撃力はない。

## オリジナル要素

### ボスキャラクターの使用
本作では、ロックマン使用時に、選択ステージの8体のボスキャラクターを、特殊武器を命中させず、ロックバスターのみで倒すことで、プレイヤーとして使用可能となる。各ボスの攻撃手段はそれぞれが所持する特殊武器であり、性能は、何度でも使用できること以外はロックマンが使用する場合のものと変わらないが、エレキマン・ガッツマン・オイルマン以外は連射可能に強化されており、一部効果が変化しているものもある。
また、ボスごとにそれぞれ特殊な動作や特性を備えており、ステージ内には特定の動作（特性）を用いなければ進めない箇所や入手できないアイテムもある。また、それを利用することで攻略を有利に進めたり、コンストラクションでのアイデアあるステージ製作をすることができる。
ボスキャラクター使用時のストーリーは「もしもロールと合流し、ライト博士が戦闘用に改造したのがロックじゃなかったら」というifストーリーで、ロックは使用しているボスキャラクターと入れ替わりでワイリーにさらわれ、ワイリーの洗脳に抵抗している設定となる（後者はタイムマン使用時のロックマン？戦談）。
カットマン
装備武器は「ローリングカッター」。ロックマン使用時は画面に1つしか出せないが、カットマンの場合は2つ出すことができる。
専用のアクションは「空中で壁に触れているときにジャンプボタンを押すことで、壁を蹴ってさらにジャンプする」。壁からのジャンプの角度は固定になっている。ただし、氷の壁や一部の特殊ブロックは蹴ることができない。
ガッツマン
装備武器は「スーパーアーム」。特殊武器のものと同様、攻撃にはガッツブロックが必要。素の特徴として、他のキャラクターより体が大きいために当たり判定が大きい。
専用のアクションは「地面に立っている時に目の前にガッツブロックを生成する」「方向キー下を押すことで足下のガッツブロックを持ち上げることができる」「特定の地形（ヒビ入りのブロック）に頭突き、もしくは勢い良く着地することでその地形を破壊する」。ブロックは画面上に最大5個まで作成でき、画面外に完全に消えるとブロックは消滅する。また、ステージ上に素で置かれているガッツブロックはその数にカウントされない。ブロックは足場づくりや敵の妨害、8体のボスの完全封殺にも使用可能だが、一部の特殊な足場の上ではブロックを生成できない。
アイスマン
装備武器は「アイススラッシャー」。ロックマン使用時と違い、地上で使うと多少の隙ができる。また、3連射することができる。足場に成り得る敵に対しては威力が低く、耐性持ちのボス以外に対してはそれなりのダメージが与えられる。
専用のアクションは、「アイススラッシャーで凍らせた敵を足場として活用することができる」「氷の床の上でも滑らない」。
ボンバーマン
装備武器は「ハイパーボム」。ロックマン使用時は画面に1つしか出せないが、ボンバーマンの場合は2つ出すことができる。
専用のアクションは、「ハイパーボムを投げる際に方向キーを押すことで、投げる角度の調節ができる（方向キー押さない投擲を含めると全部で4種類）」。ボスキャラクターの中では唯一移動に関係するアクションと耐性を一切持たない。
ファイヤーマン
装備武器は「ファイヤーストーム」。発射する炎がロックマン使用時より大きく3連射できる。さらに周囲を回転する炎は弾を発射できなくても必ず発生するため、強化ロックバスター感覚で扱える。ただし、弾が大きいせいでロックバスターで通過できる隙間を通過できない上、頭の火が消えている時は回転する炎しか出なくなる。
専用のアクションは、「頭の炎が点火している間は雪床ブロックに接するとブロックが溶ける」「水放射ブロックから出るものなどの“水”に触れることで頭の炎が消え、ファイヤーストームの性能が低下」「炎放射ブロックなどの炎のトラップに触れてもダメージを受けない、かつ頭の炎が消えている場合再点火が可能」。
エレキマン
装備武器は「サンダービーム」。性能はロックマン使用時と変わらないが、ビームの色がロックマンのものと違う。
専用のアクションは、「エレキプルコンテナにサンダービームを当てることで、出っ張りのある方向にコンテナを移動させることができる」「電撃トラップから一切ダメージを受けない」。
タイムマン
装備武器は「タイムスロー」。ロックマンCのチャージショットのようにチャージしてから発動させる。ロックマン使用時と違い、タイムブロック（タイムマンの攻撃で破壊できるコンテナ）の落下速度がかなり遅くなる。
何度でも使えるという仕様上、特殊な場面以外を攻略するのが非常に楽になるが、そもそも攻撃用ではないため、実質専用アクションがタイムマンのメイン武器になる。
専用のアクションは、「ショットボタンを押すことで、前方斜め上に長針状、斜め下に短針状の攻撃を発射する」。
オイルマン
装備武器は「オイルスライダー」。ロックマン使用時と違い、地上で使うと多少の隙ができる。また、ロックマン使用時よりもスライダーの進行速度が速く、スライダーからのジャンプ力も高い。
ドロップオイルとオイルスライダーの仕様上、他のキャラクターと比べて戦闘面（特にボス戦）が厳しい。
専用のアクションは、「オイルの上でも転倒しない」。

### 難易度の選択
本作ではステージを選択する毎に3段階の難易度から選択することができる。そしてその選んだ難易度によってゲーム内容に変化が現れる。以下、その内容の特徴的な部分を難易度別に列挙する。なお「ボスキャラクター」とはすべて選択ステージのそれを指す。
らくらく
- ほとんどのザコ敵がそこそこ、きつきつに比べて弱体化（動きが遅くなる、攻撃の弾の数が減る など）する。
- 一部トラップの稼働が遅くなったり、トラップが作動しなくなったりする。
- 特殊ブロック（白に赤い十字のブロック）がステージ各所に配置され、トラップを塞いだり足場の助けとなったりする。
- そこそこ、きつきつには置いてあるコンストラクションパックが消えている。
- ボスキャラクターが、弱点などは関係なくダメージを受けるとノックバックする。
- ボスキャラクターが弱点武器で攻撃されるとダウン、もしくは行動パターンのリセットをする。
- タイムマン以外のボスキャラクターが大技を使用しない。
- ボスがダメージを受けた際の無敵時間（点滅）が短くなる。
- リトライフラッグの設置数が増える。
- ワイリーマシーンとの戦闘が第一形態のみとなる。

そこそこ
- ボスキャラクターが弱点武器で攻撃されるとダウン、もしくは行動パターンのリセットをする。
- タイムマン以外のボスキャラクターが残りライフが半分以下になると大技を使用するようになる。大技の発動中はこちらの攻撃が一切効かない。

きつきつ
- ほとんどのザコ敵がらくらく、そこそこに比べて強化（動きが素早くなる、弾速が増す、行動パターンが増える、など）する。
- ほとんどのボスキャラクターが弱点武器も含めてあらゆる攻撃に対してノックバック、ダウン、行動パターンのリセットをしなくなる。
- ボスキャラクターが残りライフの量に関係なく大技を使用する（タイムマンは難易度残りライフ関係なく常時使用し、きつきつ時は大技発動中に回避行動追加）。
- ボスがダメージを受けた際の無敵時間（点滅）が長くなる。
- リトライフラッグの設置数が減る。

### チャレンジモード
特定の条件、課題を与えられた上でステージを攻略するモード。ロックマン、ボスキャラクター8体、ボスアタック（指定されたボスキャラクターとの連戦）で各10問ずつ、計100ステージが用意されている。その内容はキャラクターの操作を練習するようなステージ、パズル要素の強いステージ、非常にシビアな操作を要求するステージなど様々なものがある。また、全100ステージを攻略するとブルースが解放される。
問題ごとに使用するキャラクターは決められているが、ボスアタックはOLD STYLEのものを除き、キャラクターを自由に選ぶことができる。なお、ロックマン以外のキャラクターを使用するものに挑戦する時は、そのキャラクターをプレイヤーとして使用可能にしておかなければならない。ボスアタックでのコピーロボットは使用キャラクターに関係なくロックマンのものとなる。
このモードのみセレクトボタンを押すと自爆できる。
後に『ロックマン10 宇宙からの脅威!!』にも同名のモードが採用されている。

### コンストラクション
ステージ中で入手したパック（ステージの地形や背景、敵キャラクターのデータのセット）をベースにオリジナルのステージを作成することができるモード。作成したステージは無線LAN機能を用いて、専用サイトであるRRWEBにアップロードすることで、他のプレイヤーにダウンロードして実際にプレイしてもらうことが可能となる。なお、ステージの難易度は「そこそこ」で固定される。
逆に他のプレイヤーが作成したステージをダウンロードしてプレイした際は、ステージクリア時にそのステージのレビュー（難易度など数項目、5点満点）をすることができる。レビュー内容は次回RRWEBにアクセスする際にアップロードされ、全プレイヤーのレビューの平均点がそのステージのダウンロード時に表示されることで、ダウンロードする目安のひとつとすることができる。
カプコンなどからも数々のオリジナルステージが配信され、過去の配信内容は現在でもダウンロードが可能である。またFC版を再現したものや、完全にオリジナルの背景・BGMのコンストラクション用パックも配信されている。
2022年12月1日の昼頃にオンラインサービスが完全終了した。これにより、終了後は「つなぐ！」によるステージデータのアップロード / ダウンロード、特別なコンストラクションパックとロールのダウンロードが不可能になった（作ったり、サービス終了前にダウンロードしたステージを実際に遊ぶことは可能）。

## OLD STYLE
原作であるファミコン版『ロックマン』を可能な限り再現したゲームモード。NEW GAME開始時に選択することで遊ぶことができる（対照的にリメイク版はNEW STYLEと称される）。
攻略の進行度による特典など、NEW STYLEにある各種オリジナル要素は存在せず、ステージ構成、BGM、画面比率、敵の配置やアルゴリズムなど、多くの部分がFC版を再現しているが、ゲームの根本的な仕様（弾やキャラクターの地形の透過の有無など）はNEW STYLEと同一である。セーブデータはNEW STYLEとは別に作成される。

## その他
- 本作は『ロックマン』を原作としているが、原作のDr.ライトナンバーズ（DRN）の設定については、公式サイト、説明書などでは言及されておらず、本作におけるDRNの設定に関する正式な情報は存在しない。
  - ただし、『バリューパック』初回予約特典のミニサウンドトラックのジャケットイラストでは、ロックマンとボスキャラクターが集合しているところの床に "Dr.RIGHT NUMBERS" の表記がある。
- エグゼクティブプロデューサーの稲船敬二は、この作品を「なんで売れなかったんやろ! 俺の頭の中では『ロックマンロックマン2』、『ロックマンロックマン3』……ってと続いてくハズやったのに（笑）。これはロックマン好きやったら、絶対に持っておかないといけない! と俺は思ってる」と語っている[3]。